# Sam Aston
Samuel "Sam" Aston, född 26 juli 1993, är en engelsk barnskådespelare. Han är mest känd för sin roll i såoperan Coronation Street där han sedan 2003 spelat Chesney Battersby-Brown. Den är hitintills Storbritannien längsta såpopera.